# Kora Terry
Kora Terry ist ein deutscher Film von Georg Jacoby aus dem Jahr 1940 und die Verfilmung des gleichnamigen Romans von Hans-Caspar von Zobeltitz, der im Vorjahr erschienen war.

## Handlung
Als Bartos, dem Direktor der Varietébühne Odeon, kurzfristig ein Künstler absagt, engagiert er aus der Not heraus die Schwestern Kora und Mara Terry, deren Eltern erfolgreiche Varietékünstler waren, die selbst aber noch kein Engagement bekommen hatten. Während die blonde Mara pünktlich zur ersten Probe erscheint, kommt die dunkelhaarige Kora divenhaft zu spät und verhält sich abgehoben und schnippisch. Beim ersten gemeinsamen Auftritt am nächsten Tag ist Kora übermüdet, da sie die Nacht vorher auf Partys war. Bei einem gefährlichen Akt, bei dem sie ihre kopfstehende Schwester ihrerseits auf dem Kopf balancieren muss, wird sie unachtsam. Mara stürzt und zieht sich eine schwere Sehnenzerrung zu, sodass sie nicht mehr auftreten kann. Kora tritt von nun an alleine auf und fängt eine Beziehung mit dem Kapellmeister Michael Varany an, weil er für sie Lieder schreiben soll. Varany war früher ein begnadeter Geigenvirtuose, bevor er viele Affären hatte und so zum klavierspielenden Kapellmeister abstieg. Kora Terry beginnt außerdem eine Affäre mit dem Industriellen Borodin. Als er ihr eines Abends erklärt, einen von ihr gewünschten wertvollen Ring nicht gekauft zu haben, stiehlt sie aus Rache eine technische Zeichnung. Obwohl Borodin nur gescherzt hat und ihr den Ring schenkt, vergisst Kora, die Zeichnung zurückzugeben. Als Kora Terry ein Engagement im Ambassador in Afrika erhält, überredet sie Michael zur Mitfahrt, der sein Engagement im Odeon kündigt. Daraufhin lässt Kora ihn fallen und bewirkt, dass er keinen Vertrag mit dem Ambassador erhält. Kurz vor der Abfahrt verspricht die mitfahrende Mara, mit Michael Varany in Kontakt zu bleiben. Auch um Koras kleine Tochter Ilonka, die in einem Luisenstift untergebracht ist, weil Kora für das Kind keine Zeit hat, will sie sich von Afrika aus kümmern.
In Afrika arbeiten die Schwestern allein. Kora Terry tritt als Star im Ambassador auf, wo sie halbnackt „Schleiertänze“ mit Schlangen aufführt. Mara ist in einer kleinen Bar als Solotänzerin und Sängerin angestellt, wo sie sich gegen aufdringliche Gäste wehren muss. Im Casino in Afrika lernt Kora Terry den zwielichtigen Vopescu kennen, der sie zum Glücksspiel animiert. Als sie spielsüchtig wird, offenbart ihr Vopescu, dass er sie als Spionin anwerben will. Sie lehnt Vopescus Vorschlag ab, der ihr jedoch eröffnet, dass sie wegen der gestohlenen Zeichnung bereits per Haftbefehl gesucht wird. Da sie sich stark verschuldet hat und auch ihre Schwester ihr kein Geld leihen will, ist sie bereit, die Zeichnung an Vopescu auszuhändigen. Als sie ihr Zimmer mit der Zeichnung verlassen will, schießt Mara Terry auf Kora. Beim anschließenden Sturz von der Treppe bricht sich Kora das Genick und stirbt. Mara nimmt die Identität ihrer erfolgreichen Schwester an, um finanziell für Ilonka sorgen zu können und tritt fortan als „Kora Terry“ auf. Tobs nimmt die Schuld für den Tod der echten Kora auf sich. Er wird zu fünf Jahren Zwangsarbeit wegen Körperverletzung mit Todesfolge an „Mara Terry“ verurteilt.
In den folgenden Jahren feiert Mara unter den Namen „Kora Terry“ Erfolge in den USA und kommt schließlich für ein Gastspiel nach Rom. Hier tritt auch Michael Varany auf. Der hatte nach seiner Kündigung im Odeon zum Geigenspiel zurückgefunden und wurde sofort in die Meisterklasse einer Hochschule aufgenommen. Ein Engagement am Odeon lehnte er ab und spielt nun als Sologeiger beim Abschlusskonzert der Meisterklasse. Nach seinem Auftritt erfährt er aus der Zeitung von Maras Gastspiel, die er für Kora Terry hält. Verwundert erblickt er auf der Bühne eine scheinbar gewandelte Kora und verabredet sich mit ihr. Mara wird unterdessen von Vopescu erpresst. Als sie auf seine Forderungen nicht eingeht, zeigt er sie bei der Polizei wegen Spionage an. Als Mara eine Nachricht erhält, dass Ilonka schwer krank wäre, reist sie überstürzt ab und wird im Kinderheim von der wartenden Polizei festgenommen. Währenddessen erscheint in Rom Tobs, der nach drei Jahren vorzeitig aus dem Gefängnis entlassen wurde, und klärt Michael Varany über die wahre Identität „Koras“ auf. Bei der anschließenden Gerichtsverhandlung gegen Mara Terry glaubt ihr zunächst niemand, dass sie Mara wäre, und ihre Schwester Kora tot sei. Auch die Aussage von Tobs überzeugt das Gericht nicht. Erst ein Arzt kann Maras Identität bestätigen: Beim Bühnensturz hatte sich Mara den Knöchel so stark verletzt, dass auch Jahre später Spuren der Verletzung auf dem Röntgenbild sichtbar sind, die Spuren zudem mit dem Röntgenbild übereinstimmen, das damals kurz nach der Verletzung gemacht wurde. Mara ist rehabilitiert und kann Michael Varany nun endlich ihre Liebe gestehen.

## Produktion
Die Dreharbeiten von Kora Terry begannen am 27. März 1940 im Filmstudio Babelsberg und endeten im Juli desselben Jahres.

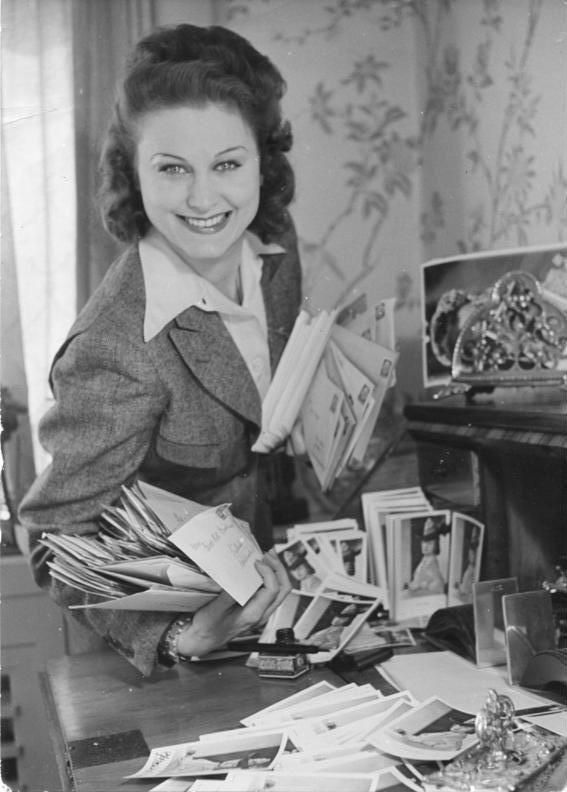
Marika Rökk zur Entstehungszeit des Films 1940

Für Marika Rökk wurde Kora Terry „der Durchbruch zum Topstar des deutschen Musikfilms“. In der Doppelrolle der Kora und Mara Terry, die vollkommen gegensätzliche Charaktere waren, konnte sie ihre schauspielerische Wandlungsfähigkeit zeigen, an der zum Zeitpunkt des Drehs noch Zweifel bestanden. Ihr Ehemann Georg Jacoby, der bei dem Film Regie führte, verteidigte seine Frau gegenüber Kritikern: „Ich kenne meine Frau. Sie ist ein naives Kind und eine toll erotische Frau, sie hat diese konträren Züge.“ Auch Joseph Goebbels stellte sich gegen den Film, da er Doppelrollen generell als „Quatsch“ ablehnte und stattdessen ein Double für Marika Rökk forderte. Der Film wurde mit der Doppelrolle gedreht und nur für wenige Szenen ein Double eingesetzt. Peter Kreuder, der Komponist des Films, erzählte, dass als Double eine Frau aus einem Konzentrationslager geholt wurde, die nach Drehende jedoch nicht in das Lager zurückgeschickt wurde.
Nach Aussage Marika Rökks hielt Goebbels den Film nach Drehschluss sechs Monate zurück, womit er sich für das verlangte, jedoch nicht eingesetzte Double „rächte“. Erst als es „einen Reinfall mit einer Propagandaschnulze“ gegeben habe, habe er den Film schließlich freigegeben. Die Uraufführung des Films fand am 27. November 1940 im Berliner Capitol statt. Von der Zensur erhielt er am 29. November das Prädikat „Jugendverbot/nicht feiertagsfrei“.

## Lieder
Während Frank Fux die „melodiöse Illustrationsmusik“ des Films schrieb, schuf Peter Kreuder für den Film „einige zündende Schlager“, die über den Film hinaus bekannt wurden. Die Texte schrieb Günther Schwenn, alle Lieder wurden von Marika Rökk gesungen.
- Wenn es Frühling wird – Ungarisches Lied
- Für eine Nacht voller Seligkeit – Foxtrott
- Warum soll ich treu sein
- Im Leben geht alles vorüber

## Propagandistische Tendenzen
Kora Terry präsentiert dem Publikum zwei unterschiedliche Frauentypen: Die dunkelhaarige Kora wird als unzuverlässig, oberflächlich, arrogant, egoistisch und rücksichtslos präsentiert. Sie trinkt und flirtet wahllos mit Männern, verspielt ihr Geld und kümmert sich nicht um ihr Kind. Gleichzeitig wird sie als schamlos und freizügig präsentiert und – symbolisch im Schlangentanz gezeigt – als gefährliche Verführerin dargestellt. Ihre Lieder singt sie mit energischer und emotionsloser Stimme. Ihr gegenüber erscheint die blonde Mara als ideale Frau im Sinne nationalsozialistischer Propaganda. Sie ist zurückhaltend und schüchtern, ihre Lieder singt sie mit „engelsgleicher Stimme“, sie trägt „sittsame“ Kleidung, sehnt sich nach einer Familie und kümmert sich liebevoll um ihre Nichte. Während Kora den Männern gegenüber dominant auftritt, ist Mara die schwächere, die den Schutz der Männer benötigt. Kora Terry kann aufgrund der Betonung des NS-Frauenbildes, im Bezug auf die positive Hervorhebung unter anderem der Mutterschaft, Opferbereitschaft und Leidensfähigkeit Mara Terrys, als Unterhaltungsfilm mit propagandistischen Tendenzen bezeichnet werden.

## Kritiken
Von der zeitgenössischen Kritik wurde Kora Terry vor allem für seine Tanzszenen und die Ausstattung gelobt: „Georg Jacoby entfesselt als Spielleiter in den üppigen Revueeinlagen reiche Phantasie. Die choreographische Leitung von Sabine Reß, die Mitwirkung des ganz hervorragenden Tänzers Jockel Stahl und vor allen Dingen natürlich die Soli von Marika Rökk  geben dem Film erregendes und farbiges Kolorit.“ Besonders hervorgehoben wurde dabei der Schlangentanz Marika Rökks. Kritisiert wurde die „psychologisch keineswegs immer überzeugend[e]“ Handlung des Films, in der sich die „feenhaft gute“ und die „schrecklich oberflächliche…“ Schwester gegenüberstehen.
Reclams Lexikon des deutschen Films nannte Kora Terry einen „überzeugende[n] Revuefilm … mit ernsten Zwischentönen“, während das Lexikon des internationalen Films das Werk als „Kolportageroman mit Revueelementen“ bezeichnete.